# Ungfinska partiet
Ungfinska partiet var ett politiskt parti i Finland. Partiet bildades 1894, från början som en fraktion inom Finska partiet. Partiet ställde upp som ett eget parti i det första valet till enkammarlantdagen 1907.
Skälet till partibildningen var framförallt att en grupp inom Finska partiet inte gillade den undfallande inställning mot Ryssland, som de så kallade gammalfinnarna inom partiet ansågs ha. Ungfinnarna ville motarbeta förryskningsförsöken genom att slå vakt om de grundlagsfästa rättigheterna för storfurstendömet Finland. De verkade framförallt genom passivt motstånd. 
Bland Ungfinska partiets representanter i senaten fanns Kaarlo Juho Ståhlberg och Pehr Evind Svinhufvud, som båda senare blev Finlands president.
Partiet splittrades 1918, då den politiska dagordningen i Finland, till följd av landets självständighet, i grunden förändrades. Den främsta partisplittrande frågan avsåg Finlands statsskick. Svinhufvud var monarkist och Ståhlberg republikan. Partiets vänsterfalang anslöt sig till Framstegspartiet och högerflygeln gick upp i Nationella samlingspartiet.
Partiet  Ungfinnarna, som existerade mellan 1994 och 1997, gjorde anspråk på att ta upp traditionerna från Ungfinska partiet.